# Palazzo Colonna (Marino)
Palazzo Colonna è uno storico palazzo del centro di Marino, in provincia di Roma, nell'area dei Castelli Romani. Attualmente, ospita la sede municipale del Comune di Marino.
Il palazzo venne edificato tra gli anni trenta del Cinquecento e gli anni venti del Seicento per volere di vari esponenti della famiglia Colonna, sfruttando le strutture preesistenti di una fortificazione probabilmente già esistente attorno all'XI secolo. Il progetto originario era stato affidato all'architetto Antonio da Sangallo il Giovane, ma l'aspetto attuale dell'edificio -rimasto incompiuto su due fronti- è dovuto agli interventi successivi di altri progettisti, tra cui Girolamo Rainaldi.
Il palazzo rimase proprietà personale della famiglia Colonna fino al 1916, quando venne ceduto in enfiteusi perpetua al Comune di Marino che vi installò la sede municipale. Durante la seconda guerra mondiale, il palazzo venne quasi completamente distrutto dal bombardamento aereo anglo-americano del 2 febbraio 1944, e ricostruito entro il 1958.

## Storia

### Il periodo medioevale
Durante l'età romana il territorio del centro storico di Marino era occupato dal municipium di Castrimoenium, collocato secondo alcuni studiosi presso la località Castel de' Paolis oppure presso l'attuale rione Castelletto, ovvero nella zona abitata più antica di Marino.
L'area ad oggi occupata dal palazzo si trova poco fuori, in direzione sud, dal perimetro del Castelletto, proprio lungo la direttrice d'espansione dell'abitato durante il basso Medioevo, che porterà al popolamento del rione Coste e del rione Santa Lucia. Per queste ragioni, alcuni studiosi sono stati invogliati ad ipotizzare che già i Conti di Tuscolo -la cui signoria è attestata nell'area dei Colli Albani fin dal X secolo, e che probabilmente governarono anche Marino nel corso del XII secolo- avessero edificato una torre o un edificio fortificato in questo punto della collina.
Ad ogni modo, quando il castello passò in possesso della famiglia Orsini essi provvidero a risistemare l'intero perimetro della cerchia muraria del castello, che in appena un secolo subì tre assedi: nel 1267 da parte dei romani guidati da Arrigo di Castiglia, nel 1347 da parte del tribuno Cola di Rienzo e nel 1379 - dopo la battaglia di Marino - da parte dell'esercito papalino obbediente a papa Urbano VI. Si capisce bene dunque l'importanza militare del feudo, che venne dotato di una nuova porta - porta Giordana, probabilmente dedicata al feudatario Giordano Orsini -, di una nuova addizione urbana -le cosiddette Camere Nuove- e del complesso difensivo ai piedi del castello, lungo il vallone della marana delle Pietrare. In questo quadro, si colloca probabilmente la costruzione -o l'ammodernamento- di quella che fu chiamata rocca Orsini, e che occupava sostanzialmente la medesima superficie dell'attuale palazzo cinquecentesco.
La costruzione della fortezza orsiniana è databile alla fine del Duecento o all'inizio del Trecento, poiché già nel periodo di forte anarchia feudale che si verifica nel Lazio in concomitanza dello Scisma d'Occidente (1378-1417), con l'indebolimento del potere pontificio, il feudo di Marino è preso molte volte d'assalto da diversi eserciti e compare già presente una rocca nuova, con maggior capacità di resistenza agli assedi rispetto alla vecchia rocca dei Frangipane, ubicata nel punto più alto del castello, ovvero presso l'attuale piazza Giacomo Matteotti.

### XV e XVI secolo

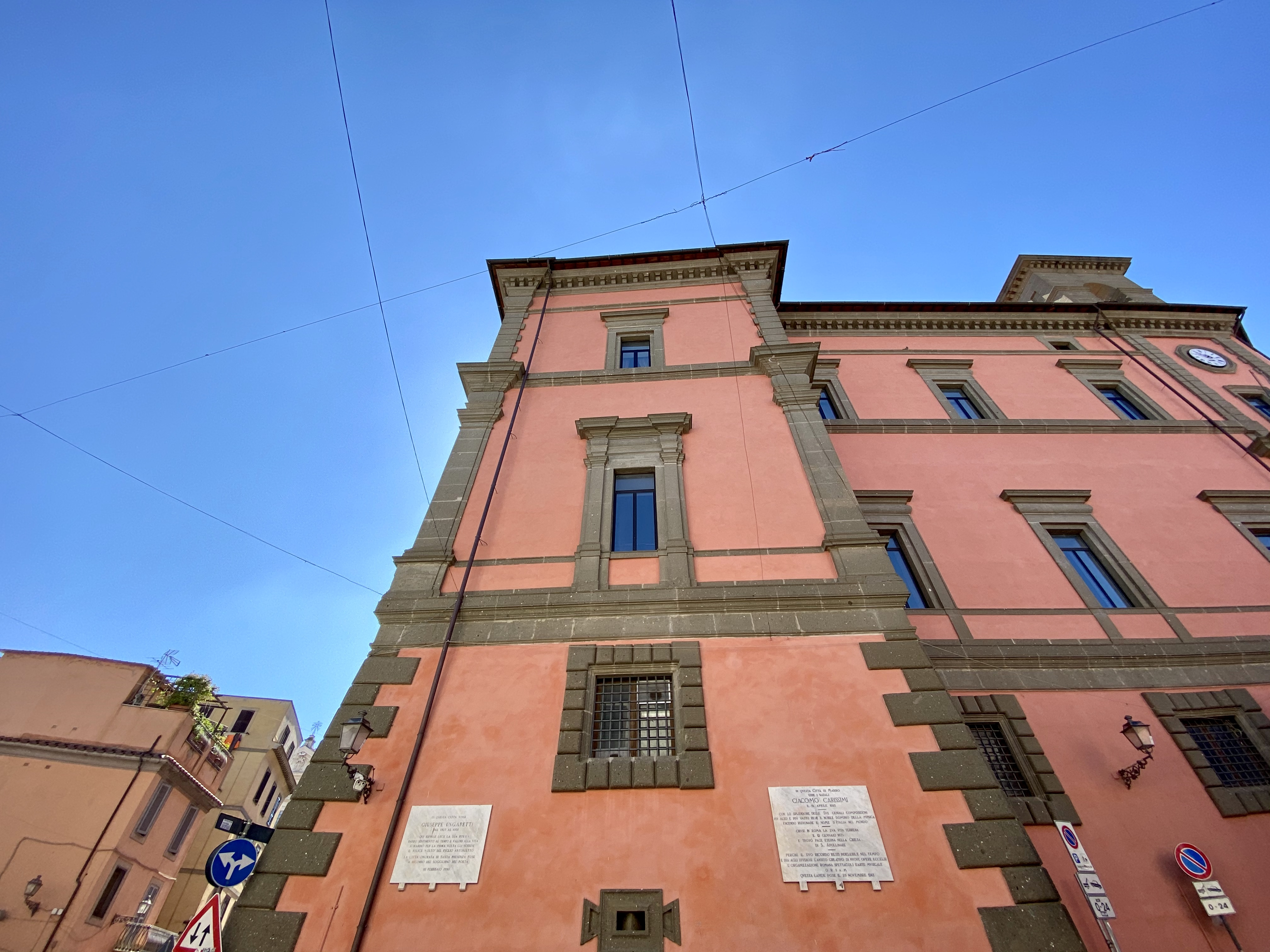
Il bastione quadrangolare del palazzo (luglio 2020)

Il feudo di Marino venne acquistato dalla famiglia Colonna nel 1417, per la somma di 12 000 fiorini, in un periodo molto favorevole per questa famiglia baronale romana: infatti il concilio di Costanza aveva appena ricucito lo Scisma d'Occidente con l'elezione di papa Martino V, al secolo Oddone Colonna. Fu proprio Martino V che nel 1423 si recò a Marino, al capezzale del fratello Giordano moribondo. All'epoca, la residenza baronale era collocata nella rocca Orsini, ormai diventata Colonna, che in un secolo si sarebbe avviata a diventare l'attuale palazzo. Tra le personalità importanti che soggiornarono nella rocca prima della sua riprogettazione, vanno annoverati Agnese di Montefeltro, moglie di Fabrizio I Colonna -che soggiornò quasi sempre a Marino tra il 1489 ed il 1523-, Vittoria Colonna -che vi nacque nel 1490 o nel 1492- il re di Francia Carlo VIII di Francia ed il figlio di papa Alessandro VI Cesare Borgia (1495), Alfonso I d'Este (1519), Ugo di Moncada, viceré di Napoli e di Sicilia (1526).
Per tutto il Quattrocento il castello fu oggetto di conquiste alterne da parte di eserciti pontifici, napoletani o colonnesi: il culmine venne raggiunto quando nell'estate 1501 l'esercito francese in marcia verso Napoli guidato dal maresciallo di Francia Robert Stuart d'Aubigny ricevette da papa Alessandro VI l'ordine di radere al suolo le fortificazioni di Marino, Zagarolo, Artena, Genazzano, Paliano, Subiaco, Cave, Rocca di Papa ed altri feudi appartenenti ai Colonna, suoi nemici personali. Un'altra distruzione fu subita dal castello nel novembre 1526 su ordine di papa Clemente VII, nell'ambito del devastante conflitto che si concluse con il sacco di Roma del 1527.
La voce popolare afferma che, nell'opera di ricostruzione della residenza baronale, la feudataria Agnese di Montefeltro, donna di cultura cresciuta alla corte dei Montefeltro ad Urbino, abbia consultato anche il celebre architetto Donato Bramante, all'epoca impegnato nella fabbrica della basilica di San Pietro in Vaticano a Roma, e che al Bramante si debba la realizzazione di un tratto di mura a scarpa in blocchetti di peperino situato sul fronte sud-ovest del palazzo. Tuttavia, è più probabile che queste siano un tratto superstite dell'antica cerchia muraria della rocca orsiniana trecentesca.
Attorno al 1532, con l'inizio di un periodo di relativa tranquillità militare nei territori laziali, Ascanio I Colonna, fratello di Vittoria Colonna, avviò il rinnovamento urbanistico del feudo, secondo una concezione simile a quella che ebbero i Farnese nello stesso periodo nel rinnovamento edilizio di Caprarola, in provincia di Viterbo. Venne così concepito il rettifilo che dalla via Castrimeniense -principale arteria di collegamento con Roma, ancora oggi- conduceva direttamente alla residenza baronale in costruzione, attraverso lo sventramento dell'attuale via Roma attraverso il quartiere alto-medioevale del rione Castelletto. Fuori dalle mura venne realizzata la prima parte dei Giardini Colonna, preziosa area di verde all'epoca extra-urbano -oggi completamente rimpiazzata dall'espansione novecentesca del quartiere Borgo Garibaldi-, concepita come giardino del palazzo. L'evento scatenante di questo rinnovamento urbanistico fu probabilmente la visita a Roma dell'imperatore Carlo V d'Asburgo, suocero di Ascanio Colonna in quanto padre della moglie Giovanna d'Aragona -da cui in seguito si separò, mantenendovi rapporti conflittuali-.

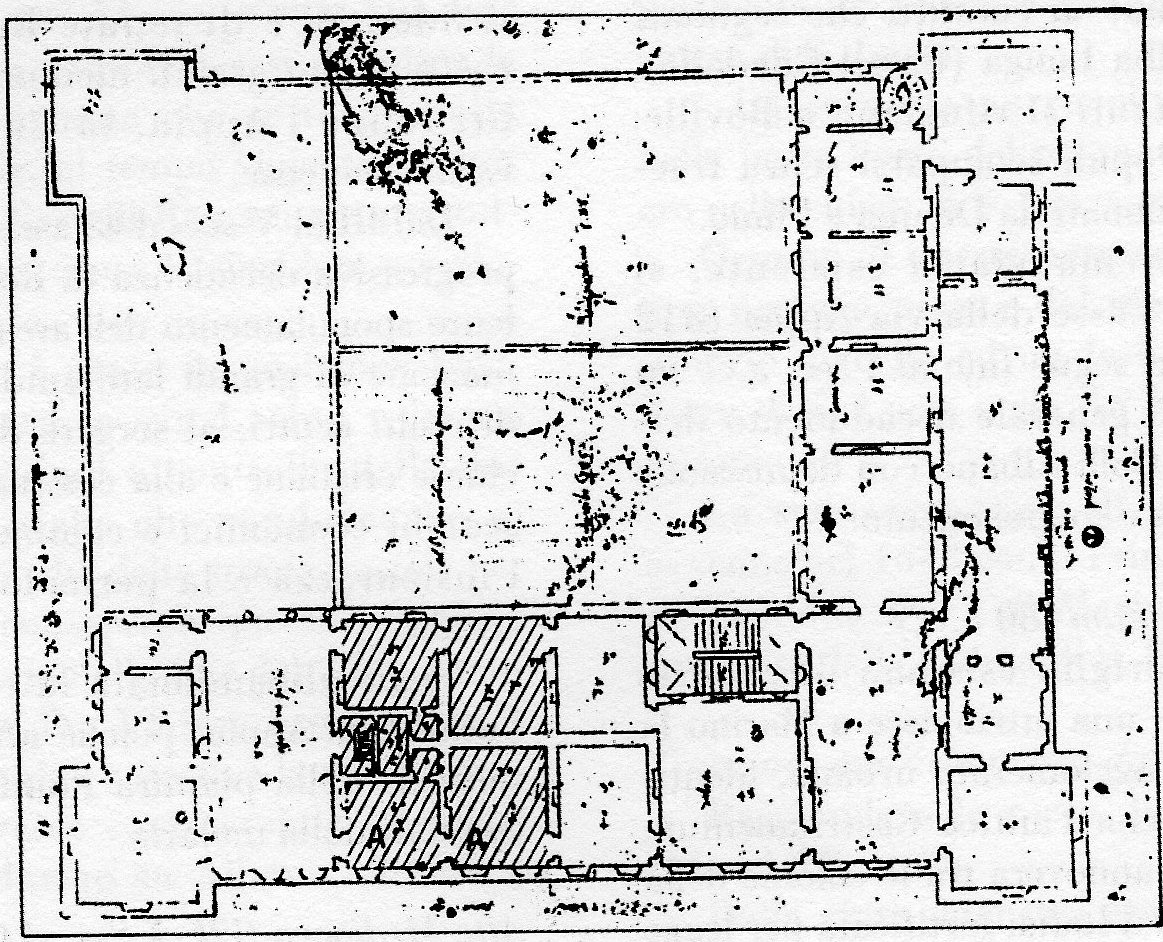
Il progetto del palazzo realizzato da Antonio da Sangallo il Giovane conservato al gabinetto dei Disegni e Stampe della galleria degli Uffizi di Firenze (dis. uff. nº 697).

Il progetto del palazzo venne affidato ad Antonio da Sangallo il Giovane: esso si articolava su una pianta quadrangolare dominata ai vertici da quattro torrioni quadrangolari anch'essi, in sostanza una fortezza -rispetto dell'originaria funzione dell'edificio preesistente, ma anche richiamo al Palazzo Farnese di Caprarola-. Nei decenni successivi, il progetto tuttavia verrà manomesso ed addirittura rimarrà incompiuto.
Le difficoltà a cui andò incontrò Ascanio sotto il pontificato di papa Paolo III causarono la sospensione dei lavori al complesso del palazzo, che vennero ripresi sotto il governo di Marcantonio II Colonna, celebre perché fu l'ammiraglio della flotta pontificia nella battaglia di Lepanto del 1571. Il periodo della sua signoria su Marino, durata dal 1554 al 1584 fu segnato dal riordinamento giuridico -nel 1564 compare per la prima volta il sigillo della Comunità, nel 1566 vennero emanati i nuovi Statuti - oltre che dal completamento del riordinamento urbanistico. Nel 1566, mentre risultava completamente abitata in tutta la sua lunghezza la nuova arteria di via Roma, il palazzo era completato solo per un quarto, e già era stato realizzata l'ampia scalea in peperino che dal piano dell'attuale piazza della Repubblica conduce al piano dell'atrio. Dopo la partenza di Marcantonio Colonna per Palermo, dove dal 1577 ricopriva il ruolo di viceré di Sicilia, i lavori urbanistici nel feudo di Marino vennero ripresi dal suo successore, il cardinale Ascanio II Colonna, attorno al 1584. Sotto il dominio del cardinale, che si rese inviso alla popolazione per i suoi atteggiamenti autoritari e dispotici -tanto da suscitare nel 1599 una rivolta dei marinesi, sedata violentemente dall'esercito governativo pontificio ed oggetto di un'inchiesta papale- venne ampliato il complesso dei Giardini Colonna -suscitando non poche proteste fra i marinesi, a cui venne tolto il terreno comunitario destinato alla coltivazione delle cipolle che divenne lo splendido giardino privato della famiglia Colonna-, che vennero abbelliti con statue e fontane e con le volte affrescate del Casino, venne inoltre realizzata una nuova area di verde baronale presso il bosco Ferentano, il Barco Colonna, e venne infine completata la parte del palazzo già posta in opera. Si provvide a porre in opera le mura del cortile interno ed i locali con affaccio sul fronte orientale.

### XVII, XVIII e XIX secolo

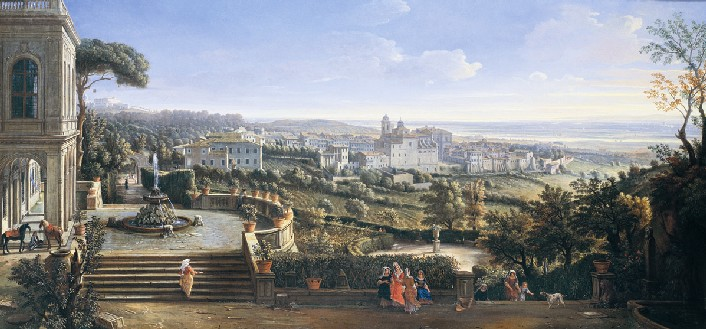
Una veduta di Marino dalla villa Colonna di Belpoggio, opera di Gaspar Van Wittel (1719) eseguita su commissione dei Colonna: in primo piano, la basilica di San Barnaba, e subito dietro, Palazzo Colonna.

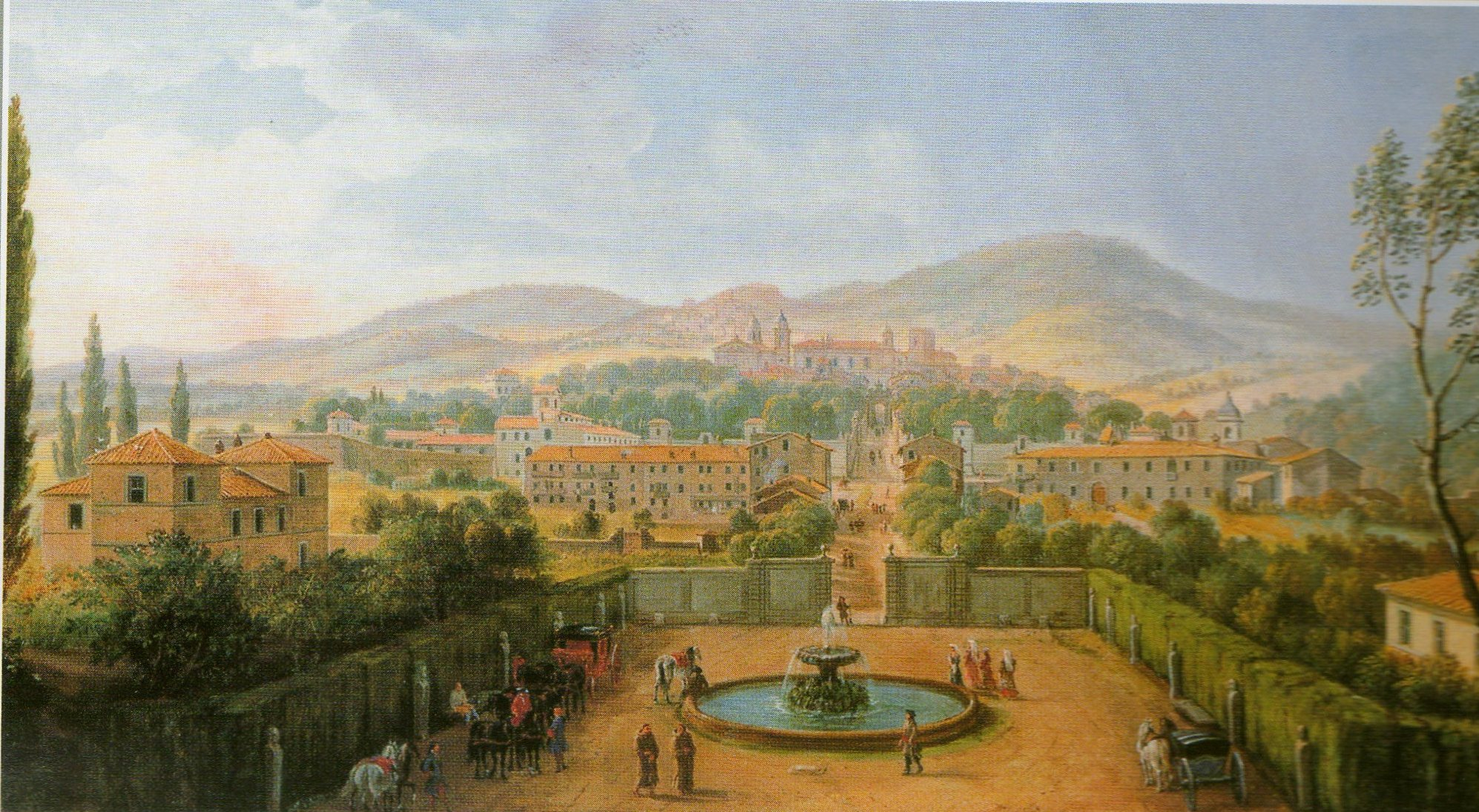
Un'altra veduta di Marino opera di Gaspar Van Wittel (1719) eseguita su commissione dei Colonna: viene rappresentato il tratto terminale della via Castrimeniense dalla villa Colonna di Bevilacqua.

Nella prima metà del Seicento, sotto il dominio di Filippo I Colonna e successivamente di suo figlio, il cardinale Girolamo Colonna, si ebbe un rinnovato ed imponente fervore edilizio nel feudo. L'architetto Antonio Del Grande, già attivo presso il Palazzo Colonna di Roma ed in seguito presso la parrocchiale di Santa Maria Assunta a Rocca di Papa, venne chiamato a Marino per progettare la grande basilica collegiata di San Barnaba, edificata tra il 1640 ed il 1662 al termine della nuova arteria già inaugurata alla fine del Cinquecento ed attualmente chiamata corso Trieste. Il polo di attrazione urbano si sposta dunque sull'asse piazza San Barnaba - Palazzo Colonna: centralmente rispetto a quest'asse, nell'attuale piazza Lepanto, venne collocato infatti il monumento-simbolo della città, la fontana dei Quattro Mori, realizzata attorno al 1636 dallo scultore Pompeo Castiglia.
All'interno del palazzo ducale - infatti dal 1606 il feudo di Marino era stato elevato al rango di ducato da papa Paolo V - Filippo I Colonna affidò i lavori all'architetto Girolamo Rainaldi, il quale provvide a far sistemare la torre quadrangolare al centro del cortile interno, sulla quale ancor oggi è apposto lo stemma dei Colonna-Tomacelli; probabilmente in quest'epoca venne definita la scala a chiocciola che conduce dall'atrio al pian terreno al piano nobile, tra il 1619 ed il 1622. Nel piano nobile, vennero raccolti diversi dipinti attribuiti a Taddeo Zuccari ed al fratello Federico Zuccari , che formarono una preziosa ma purtroppo ad oggi indefinibile pinacoteca -dispersa non solo dagli eventi bellici del 1944, ma anche da alienazioni e traslochi messi in atto precedentemente, come ad esempio il trasporto delle opere più preziose presso le residenze di Paliano e Genazzano avvenuto a metà Ottocento-, assieme alle oleografie dei Papi con testa riprodotta a grandezza naturale da san Pietro a seguire, conservate fino al 1915 nell'atrio al pian terreno. Altri affreschi nelle sale di rappresentanza vennero eseguiti attorno al 1635, su commissione del principe Filippo.
Ancora nel Settecento, vennero eseguiti alcuni affreschi nelle sale al piano nobile attribuiti a Jacopo Alessandro Calvi detto il Sordino.
Il palazzo così rinnovato ospitò diversi eventi e personalità importanti. Il 24 ottobre 1627 papa Urbano VIII, primo pontefice a risiedere a Castel Gandolfo in occasione della villeggiatura estiva ed autunnale, celebrò presso il Palazzo Pontificio il matrimonio del nipote Taddeo Barberini con Anna Colonna, figlia di Filippo I Colonna e della moglie Lucrezia Tomacelli. A margine della celebrazione, gli sposi e molti invitati furono invitati dal padre della sposa nel suo feudo di Marino dove la festa si protrasse con dimostrazione di grande liberalità da parte di Filippo Colonna. Papa Benedetto XIV venne ospitato presso il palazzo il 4 giugno 1741. L'11 dicembre 1812 nove confratelli dell'arciconfraternita di San Giovanni Decollaro giunsero a Marino chiamati come assistenti spirituali di alcuni condannati a morte la cui sentenza doveva essere eseguita di lì a poco: i nove uomini chiesero ospitalità presso il palazzo, e ne ricevettero una magnifica.
In un inventario dei beni della famiglia Colonna datato 1º agosto 1788 risulta che nel palazzo marinese erano conservati circa 600 dipinti di varia tipologia e genere.
È probabile che il palazzo, abbandonato dai nobili proprietari, subì alcune razzie durante le vicende della Repubblica Romana (1798-1799). La situazione si normalizzò dopo la parentesi dell'occupazione napoleonica dello Stato della Chiesa (1807 - 1814), quando papa Pio VII rientrò a Roma nel maggio 1814. L'eversione del feudalesimo, già dichiarata dai francesi nel 1807, venne confermata nei territori di "seconda recupera" -Romagna, Marche ed Umbria, che furono restituiti al Papa dal congresso di Vienna solo nell'estate 1815- mentre nel Lazio venne efficacemente scoraggiata dal motu proprio del 6 luglio 1816. Fu così che molti feudatari rinunciarono al secolare dominio feudale sui propri feudi, conservandovi tuttavia ogni proprietà. I "luoghi baronali" in tutto lo Stato della Chiesa si ridussero in pochi anni da 263 a 72. Perciò il principe Filippo III Colonna rinunciò al dominio feudale su Marino e sulla maggior parte dei suoi feudi più grandi e costosi da mantenere -poiché la soluzione adottata dal motu proprio di cui sopra era stata proprio accollare ogni spesa del mantenimento al feudatario-.

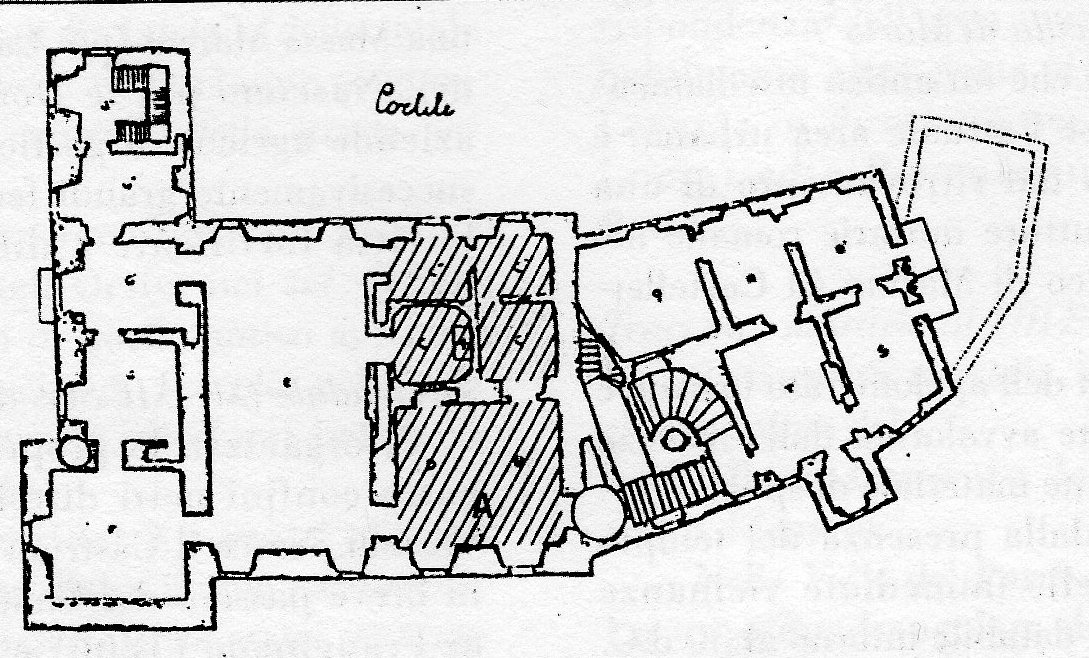
Il piano nobile del palazzo in un rilievo di fine Ottocento conservato presso l'archivio di Stato di Roma (I collezione Disegni e Piante, Marino nº 48-52).

Tuttavia, rimase in possesso di tutte le residenze di famiglia situate nel territorio marinese, ivi incluso il palazzo. Nel catasto Gregoriano, imponente opera di accatastamento incominciata alla fine degli anni dieci dell'Ottocento e portato a termine negli anni trenta dello stesso secolo, i beni della famiglia Colonna risultano eredità fideicommissariata del cardinale Agostino Rivarola: ciò probabilmente avvenne alla morte del principe Filippo III (1818) in considerazione delle intricate controversie di successioni tra le tre figlie femmine del principe. I suoi successori, ovvero il principe Aspreno Colonna-Doria-Del Carretto (1787 - 1847), Giovanni Andrea Colonna-Doria-Del Carretto (1820-1894) e Marcantonio Colonna (1844-1912) gradualmente si disfecero di questo grande patrimonio: venduta la villa Colonna di Belpoggio già alla fine del Settecento, negli anni quaranta dell'Ottocento le locali famiglie borghesi dei Colizza, dei Capri e dei Batocchi acquistarono rispettivamente la villa Colonna di Bevilacqua, gli orti Colonna presso la località Sassone ed i Giardini Colonna.
Nonostante molte opere preziose fossero state traslocate altrove dalla famiglia Colonna, e molti preziosi reperti archeologici scavati in loco fossero stati venduti ai più disparati acquirenti, l'arredamento del palazzo marinese rimaneva sempre di un certo livello, tanto che lo scrittore ottocentesco Gaetano Moroni, segretario di papa Gregorio XVI, notava con ammirazione il pregio della mobilia. I summenzionati ritratti dei Papi vennero utilizzati come modello per rifare i medaglioni dei Papi nella basilica di San Paolo fuori le mura a Roma, dopo l'incedio di questa del 1835. Presso il secondo piano del palazzo erano anche accumulate numerose carte provenienti dagli archivi Colonna di altri centri laziali, come Paliano, Genazzano e Cave.

### XX e XXI secolo

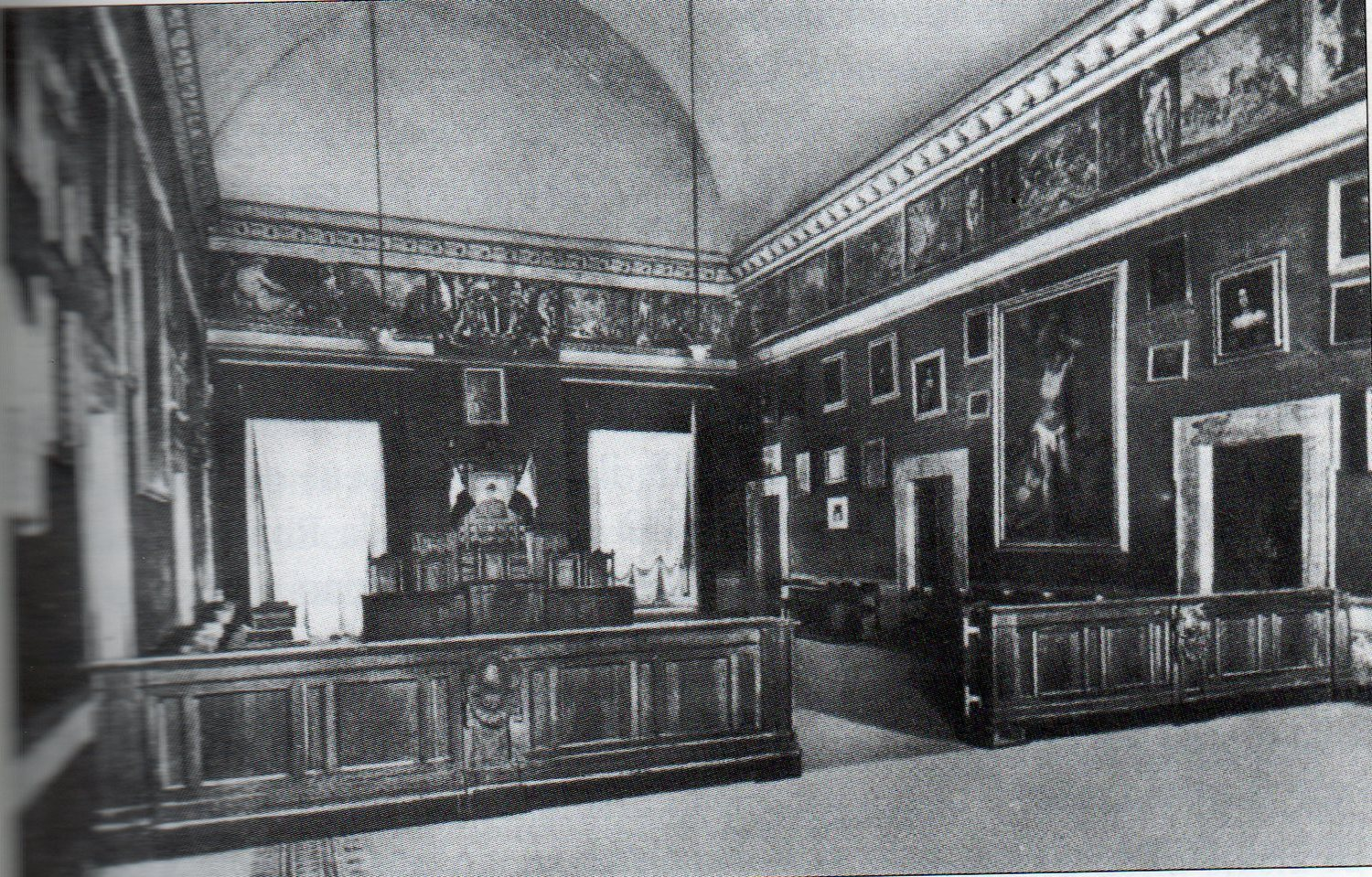
La sala del Trono, con la quadreria dei fratelli Zuccari, in un'immagine di inizio Novecento

Nel 1916 donna Vittoria Colonna Caetani, moglie dello storico Leone Caetani ed erede delle proprietà marinesi della famiglia Colonna, concesse in enfiteusi perpetua al Comune di Marino il palazzo ed il Barco Colonna, le sole proprietà ancora possedimento privato della famiglia Colonna nel loro ex-feudo marinese. Presso il palazzo ormai di proprietà comunale venne immediatamente spostata la sede municipale, dal 1878 ospitata in Palazzo Comunale nell'attuale piazza Giacomo Matteotti - oggi il palazzo prende nome dalla piazza antistante. Assieme alla sede municipale, vennero spostati presso Palazzo Colonna la sede dell'antiquarium comunale, inaugurato nel febbraio 1904, e la sede dell'archivio comunale, che conteneva numerosi documenti unici risalenti fino al Cinquecento.
In occasione della sesta sagra dell'Uva (5 ottobre 1930) - lo storico evento, prima celebrazione dedicata al vino in Italia, si svolgeva fin dal 1925 - venne inaugurata, nei locali delle ex-cantine ducali sotto alla torre quadrangolare, la prima Bottega del Vino d'Italia, sorta di enoteche di alto livello concepite come strumenti di pubblicizzazione dei vini locali. La riapertura del locale, ben presto chiuso a causa dei sopraggiunti eventi bellici, fu proposta dall'allora senatore Zaccaria Negroni nel 1957.
Le dodici e trenta: rombo di motori. Allarme. Ma pochi si avviano ai ricoveri; i più stanno a guardare, come il solito: ne son passate tante di formazioni, specie negli ultimi giorni! Queste... dove andranno a seminare la morte?... Ecco, una formazione è passata. Se ne sente arrivare una seconda; passerà anche questa come le altre.
Un improvviso boato rompe bruscamente ogni illusione. (Era il crollo di Palazzo Colonna, colpito da grosse bombe a catena). Si corre ai ricoveri. Tardi! Una pioggia di bombe sopraggiunge, preannunciata da sibili laceranti. E poi un'altra e un'altra ancora.
Il paese è sepolto nel fumo e nella polvere dei calcinacci: non si vede a un metro di distanza. Grida. Gemiti. Pianti. Macerie.
Rinuncio a descrivere. Chi ha vissuto quei momenti sa; chi non li ha vissuti... non può capire.»
(Zaccaria Negroni)

La facciata del palazzo su piazza della Repubblica dopo il bombardamento del 2 febbraio 1944

Il 2 febbraio 1944, in piena seconda guerra mondiale, il palazzo venne quasi interamente distrutto dal primo bombardamento aereo anglo-americano effettuato sul centro storico di Marino -precedentemente, era stata colpita solo l'allora frazione di Ciampino- Nonostante il locale Comitato di Liberazione Nazionale, presieduto dal futuro servo di Dio, sindaco di Marino e senatore democristiano Zaccaria Negroni, avesse comunicato agli alleati l'assenza di obiettivi bellici nel territorio marinese, l'incursione si scatenò probabilmente con l'intento di colpire l'autoparco di villa Colonna di Belpoggio e la stazione radio base di Palazzo Colonna. Andarono irrimediabilmente perduti i numerosi dipinti della pinacoteca, i preziosi documenti dell'archivio -alcuni erano stati trascritti dallo studioso Angelo Mercuri, altri furono ritrovati in duplice copia presso l'archivio Colonna di Palazzo Colonna a Roma o presso l'archivio capitolare della basilica di San Barnaba, la maggior parte sono perduti per sempre-, gli arredi d'epoca. Nel crollo della facciata orientale venne sepolta la fontana dei Quattro Mori. Rimasero in piedi il torrione quadrangolare del cortile ed alcuni muri perimetrali del fronte settentrionale, oltre a tutto il fianco occidentale.
Sotto al palazzo, nell'intricato dedalo di grotte sotterranee adibite originariamente a cantine ducali, durante tutto il periodo bellico trovarono rifugio i cittadini sfollati. Attorno alle macerie del palazzo, dopo l'arrivo dell'esercito anglo-americano tra il 3 ed il 4 giugno 1944, l'amministrazione comunale pro tempore e tanti cittadini volontari si indaffararono a far risollevare in fretta le sorti cittadine: il commovente racconto della guerra e del dopoguerra a Marino sono stati forniti da un protagonista di questi anni, Zaccaria Negroni, nel libro Marino sotto le bombe. Il 13 dicembre 1944 nei locali di Palazzo Colonna sopravvissuti ai bombardamenti vennero inaugurate la sede provvisoria della scuola media comunale parificata e dell'Istituto Statale d'Arte Paolo Mercuri.
La sede municipale venne nuovamente portata presso il vecchio Palazzo Comunale fino a che non venne completata la ricostruzione integrale di Palazzo Colonna, rispettando fedelmente il progetto originale tanto che i rilievi ottocenteschi e quelli attuali combaciano quasi totalmente: l'inaugurazione del palazzo ricostruito si tenne il 2 febbraio 1958. Da allora l'edificio non ha più subito sostanziali modificazioni. Già dal luglio 1954 tuttavia vennero destinati gli spazi interni del palazzo: oltre ad ospitare l'amministrazione comunale, il seminterrato con affaccio su piazza Lepanto avrebbe ospitato uno "bottega del vino" e la pro loco, mentre il piano terra con affaccio sul cortile interno era destinato all'istituto statale d'arte "Paolo Mercuri", di lì a poco riconosciuto ufficialmente come scuola secondaria di secondo grado. Agli studenti dell'istituto d'arte venne anche affidata la realizzazione di busti in peperino raffiguranti alcune personalità legate a Marino: tra gli altri Vittoria Colonna e Michelangelo.

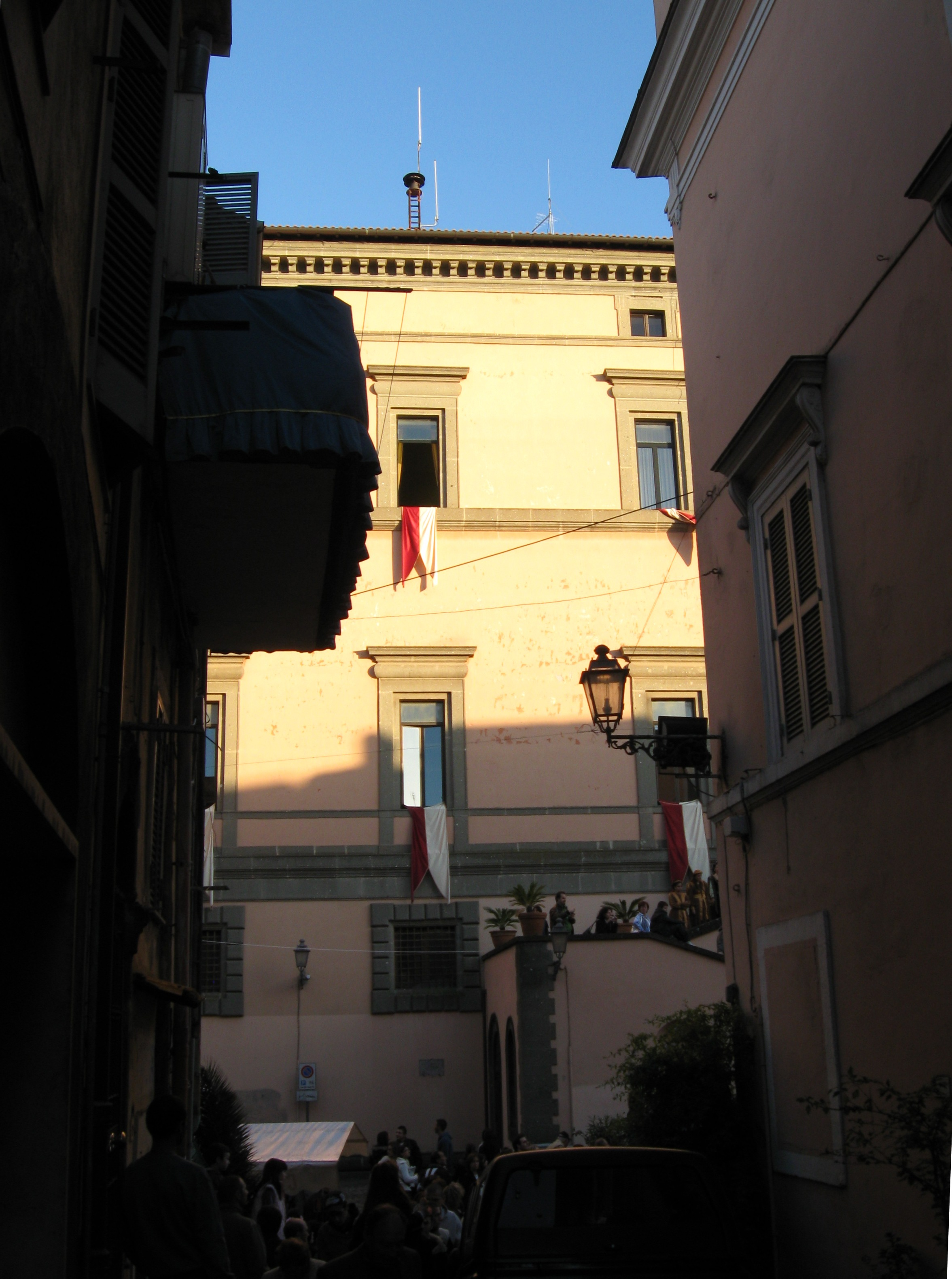
Scorcio della facciata del palazzo da un vicolo del rione Castelletto

Il 4 giugno 1964 venne solennemente ricollocato sulla facciata del palazzo lo stemma comunale, sopravvissuto al crollo dell'edificio nel 1944. Il nuovo stemma, che ancora è apposto attualmente sulla facciata, è stato realizzato nel 1995 dal pittore Antonio Nardi.
Durante i festeggiamenti della sessantaseiesima edizione della sagra dell'Uva, nel 1983, venne collocato nel cortile interno del palazzo un busto del poeta romanesco di origini marinesi Leone Ciprelli, ideatore della sagra stessa.
Nel 2001 sono stati effettuati alcuni lavori di decorazione dell'aula consiliare, le cui pareti sono state arricchite di affreschi del pittore Antoine Cesaroni.
Palazzo Colonna è stato anche cornice dei gemellaggi siglati tra la città di Marino ed altre cittadine dell'Europa e dellì'America del Nord. Nel 1989 l'aula consiliare è stata teatro della firma del gemellaggio con la cittadina statunitense di Irving, Texas, sede principale della University of Dallas, istituzione universitaria cattolica che ha una sede distaccata in territorio marinese, presso la località Due Santi. Il 2 ottobre 2003, nel quadro dei festeggiamenti per la settantanovesima sagra dell'Uva, è stato firmato il gemellaggio con la cittadina greca di Lepanto, teatro della storica battaglia di Lepanto del 1571, evento a cui la storia di Marino è particolarmente legata. Il 4 ottobre 2008, ancora in concomitanza con i festeggiamenti per l'ottantaquattresima edizione della sagra dell'Uva, è stata ricevuta in aula consiliare una delegazione della cittadina spagnola gemellata di Paterna.
In data 22 maggio 2007 si è riunito a Palazzo Colonna un consiglio comunale aperto per dibattere sulla conservazione dell'Ospedale Generale Provinciale San Giuseppe, definito da tutti gli schieramenti politici e da tutte le associazioni locali come fondamentale per la città. Al consiglio comunale aperto hanno presenziato, oltre agli amministratori locali, il direttore generale della ASL RMH, Luciano Mingiacchi, il direttore sanitario Vittorio Amedeo Cicogna ed il direttore sanitario del polo ospedaliero Marino-Frascati, dottor Michele Di Paolo.
Il 10 dicembre 2008 è stata ricevuta presso Palazzo Colonna una delegazione di autorità della Sierra Leone formata dal vescovo di Makeni monsignor Giorgio Biguzzi, dal sindaco di Makeni Alhaji Andrew Kanu e dal presidente della Provincia del Nord nonché ministro degli Affari Interni del governo in carica. L'incontro, che ha visto la partecipazione del neo-insediato abate parroco della basilica di San Barnaba monsignor Pietro Massari, responsabile della missione della diocesi suburbicaria di Albano Laziale nel territorio della diocesi di Makeni, è stato seguito l'11 dicembre da una messa in basilica.

## Descrizione

### Esterno

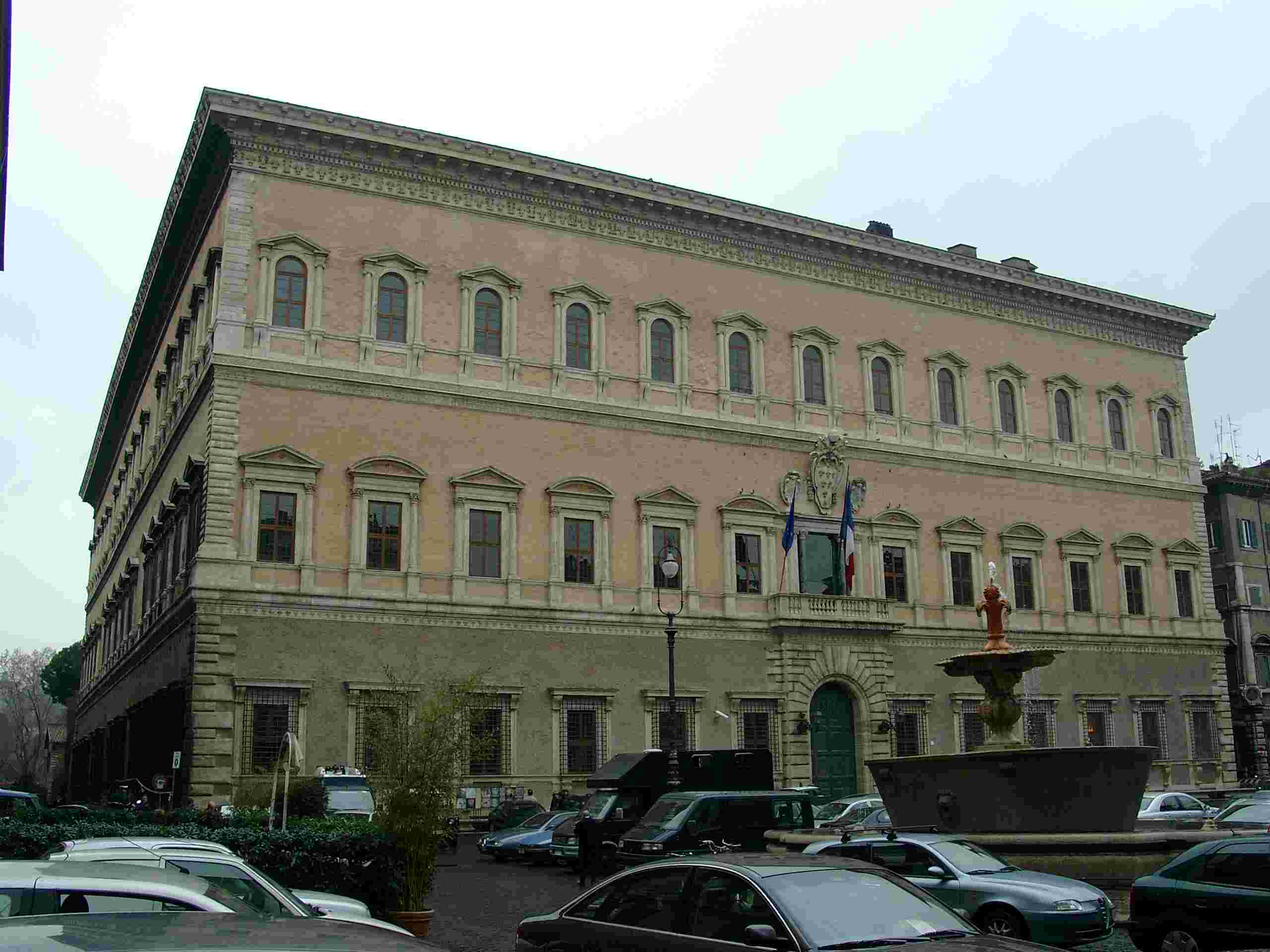
la facciata principale di Palazzo Farnese a Roma

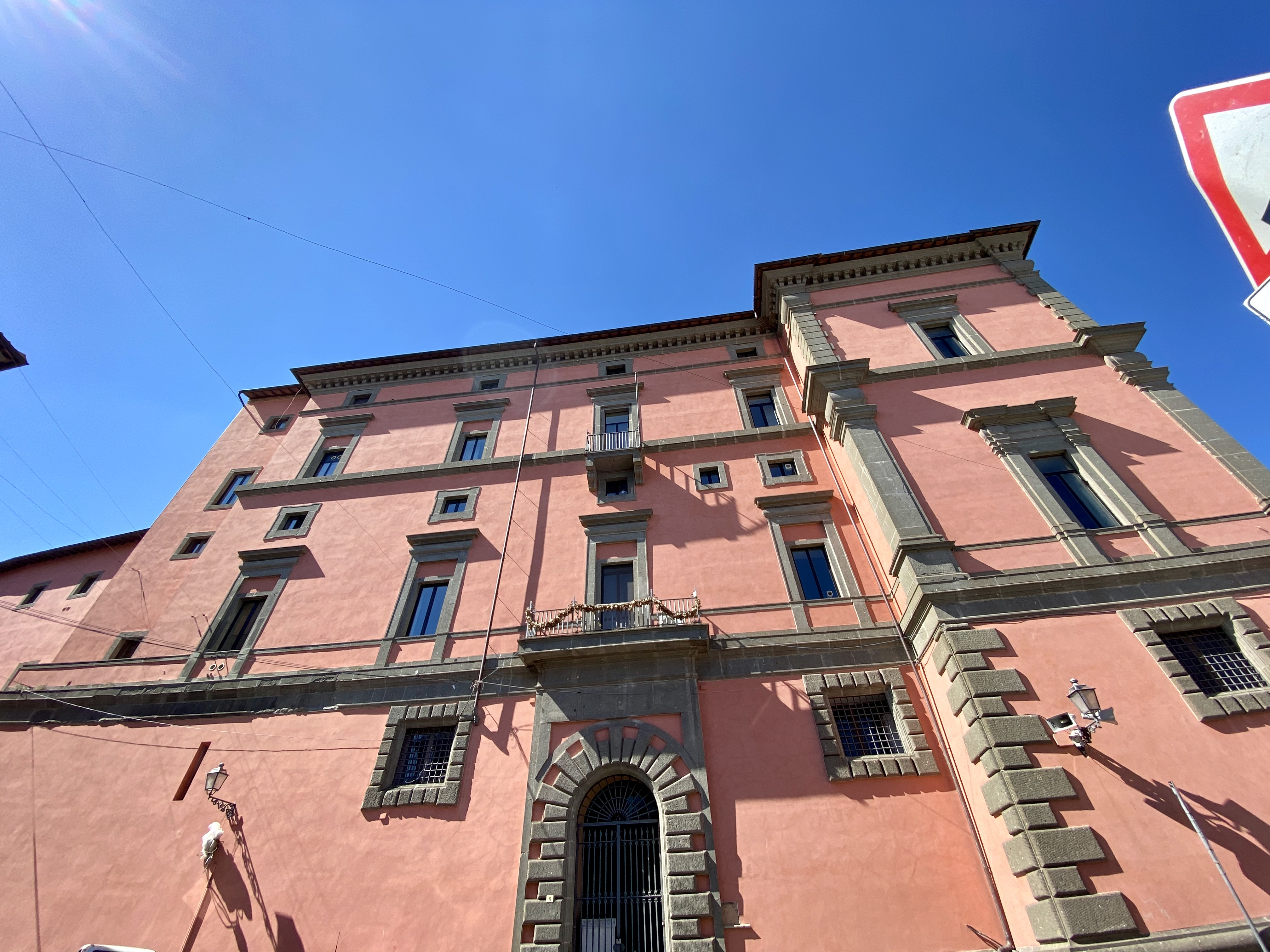
La facciata orientale di Palazzo Colonna a Marino (luglio 2020)

#### Il fronte orientale
Il fronte orientale, prospiciente largo Lepanto, forse doveva essere il fronte principale del palazzo, almeno in un progetto iniziale. Si può anche pensare che questo fronte sia quello che doveva fungere da fondale a via Paolo Mercuri. Sicuramente, è possibile rintracciare nello stile di questo fronte un richiamo alla facciata di Palazzo Farnese a Roma, attualmente sede dell'ambasciata francese in Italia, progettato dallo stesso Antonio da Sangallo il Giovane.
La somiglianza sta prevalentemente nel portone a bugnato, oltre che nella fuga di finestre che tuttavia a Marino non presentano l'alternanza del timpano. Inoltre, il portale del palazzo di Marino, a bugne di grandezza alternata, non è perfettamente centrato ma decentrato verso destra.
Davanti a questa facciata, fino al bombardamento anglo-americano del 2 febbraio 1944, era collocata la seicentesca fontana dei Quattro Mori: fu proprio il crollo di questa parte del palazzo addosso alla fontana che ne causò la rovina. Alla fine del 2008, pare che alcune parti in peperino originali del palazzo siano state rinvenute scavando nel sottosuolo della piazza.
Dal 1987 nei locali del palazzo prospicienti largo Palazzo Colonna ha trovato sistemazione l'associazione Pro Loco con i suoi archivi e la biblioteca di interesse locale "Girolamo Torquati". Dai locali in questione è possibile accedere al complesso delle grotte del palazzo, chne ospitano due percorsi espositivi: "In vita vitis", sul tema della vitivinicoltura, e "Memorie di guerra", che raccoglie cimeli degli sfollati nelle grotte durante la seconda guerra mondiale. Nel periodo natalizio inoltre vi si organizza un'esposizione temporanea di presepi.

#### Il fronte settentrionale
(Giuseppe Tomassetti)

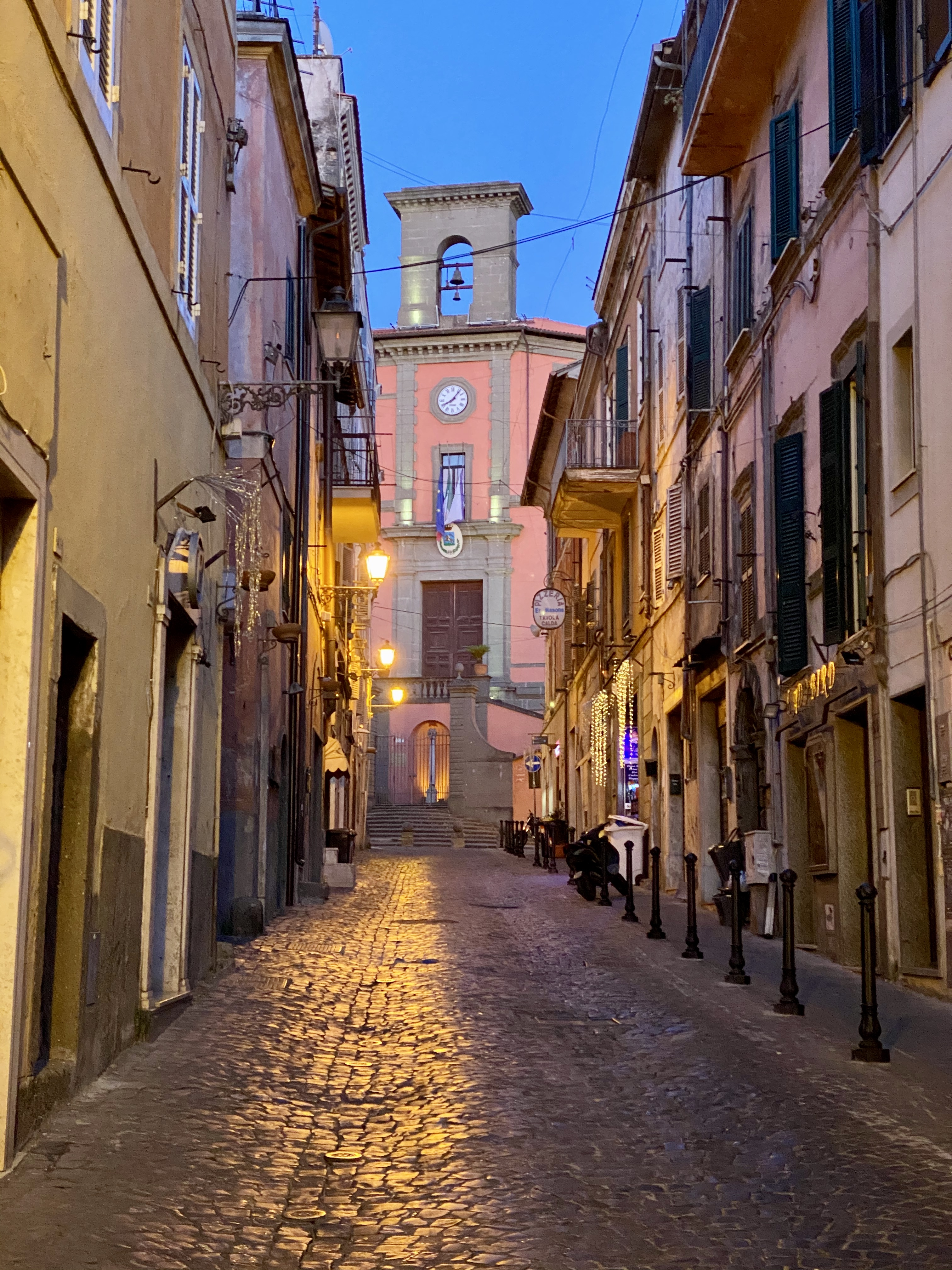
Uno scorcio del palazzo da via Roma, agosto 2020

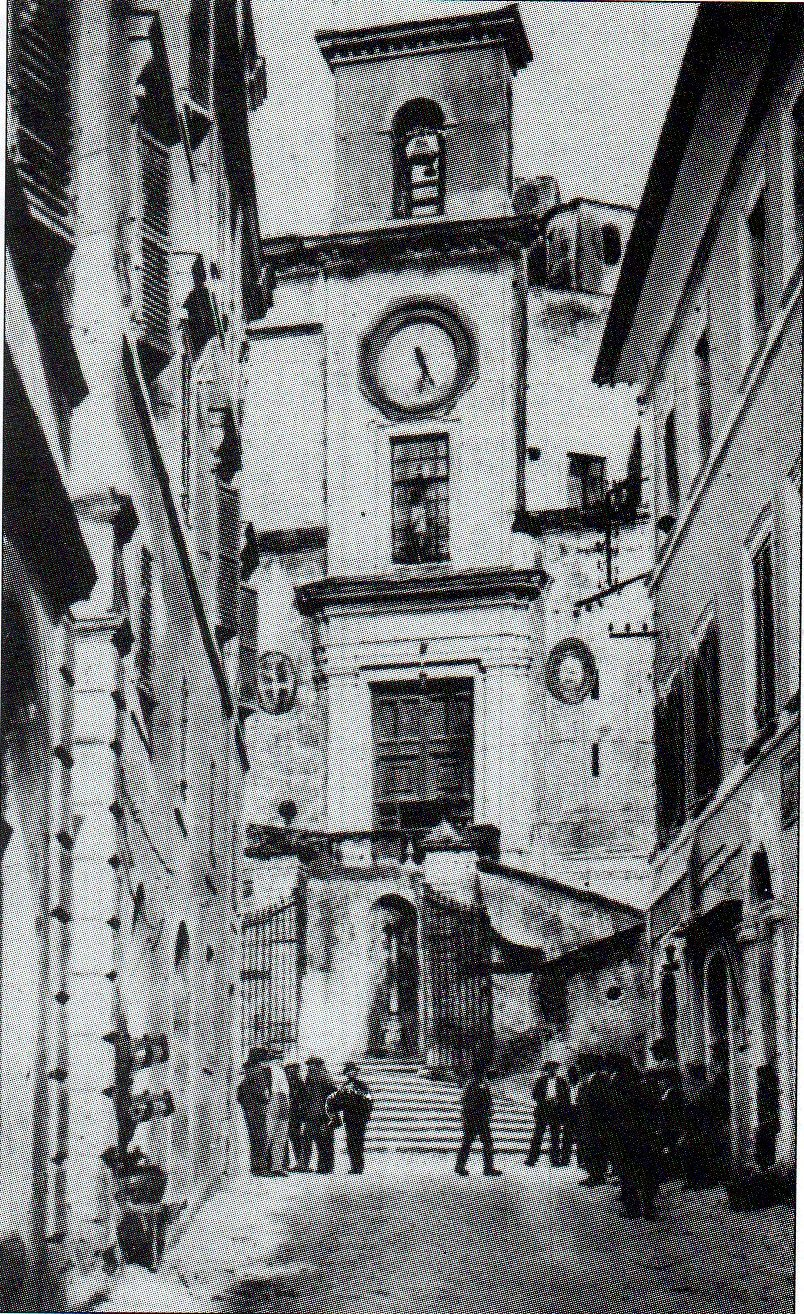
Palazzo Colonna che fa da sfondo al rettifilo di via Roma, anni venti.

Il fronte settentrionale, allo stato attuale fronte principale del palazzo, è prospiciente piazza della Repubblica ed è rivolto verso il rettifilo cinquecentesco di via Roma, principale arteria di accesso alla città provenendo da Roma. Probabilmente, la sistemazione di via Roma -fino al 1931 denominata ancora Strada Nuova- deve essere legata alla visita dell'imperatore Carlo V d'Asburgo a Roma nel 1532, e fu dunque curata da Ascanio I Colonna per essere poi ripresa da Marcantonio II Colonna tra il 1562 ed il 1577 e dal cardinale Ascanio Colonna attorno al 1584.
La facciata si presenta con finestre bordate in peperino ad intervalli regolari: la sequenza è interrotta dal monumentale portone, decentrato, a cui si accede attraverso una scalea in peperino a due braccia. In corrispondenza del portone, sono collocati nell'ordine dal basso verso l'alto la finestra dell'aula consiliare, un grande orologio a muro ed un'essenziale torre campanaria. Nel 1566 la scalea dell'ingresso era stata già completata, ed era stato costruito l'orologio con la torre campanaria dotata di due campane, per la spesa complessiva di 211,70 scudi. Sopra al portone, è appeso lo stemma cittadino -raffigurante il cavaliere vessillifero-, in un dipinto del pittore Antonio Nardi (1995).
Al centro della scalea c'è una nicchia, nella quale è collocata una colonna in marmo cipollino su un piedistallo antico, simbolo della famiglia Colonna ed ormai anche della città di Marino. La colonna, alta 206 centimetri del diametro di 24 centimetri, è un reperto romano, rinvenuta in luogo ignoto nel territorio comunale: probabilmente apparteneva ad un edificio di modeste dimensioni risalente all'età imperiale. La base della colonna, anch'essa di età romana, alta 20 centimetri e larga 44 centimetri, è in marmo bianco a grana fine, ma non se ne conosce il luogo di ritrovamento né la datazione. Il piedistallo che sorregge il tutto è un reperto di ignoto rinvenimento e di difficile datazione, in marmo bianco a grana fine e largo 47,5 centimetri, alto 57,5 e profondo 47,5. Su un lato è stata aggiunta l'epigrafe moderna MOLE SUA STAT (letteralmente in lingua latina, "la sua mole sta, rimane"), motto della famiglia Colonna in riferimento alla colonna della nobile casata romana.
Alcuni locali situati sotto alla scalea dell'ingresso sono da alcuni anni adibiti a caserma della polizia municipale, che precedentemente aveva i suoi uffici al secondo piano del palazzo. Sul bastione che collega il fronte settentrionale a quello orientale, sono appese due targhe commemorative: una dedicata al musicista marinese Giacomo Carissimi, e l'altra al poeta Giuseppe Ungaretti, che soggiornò a Marino per un breve periodo tra gli anni venti e gli anni trenta del Novecento.

#### I fronti occidentale e meridionale

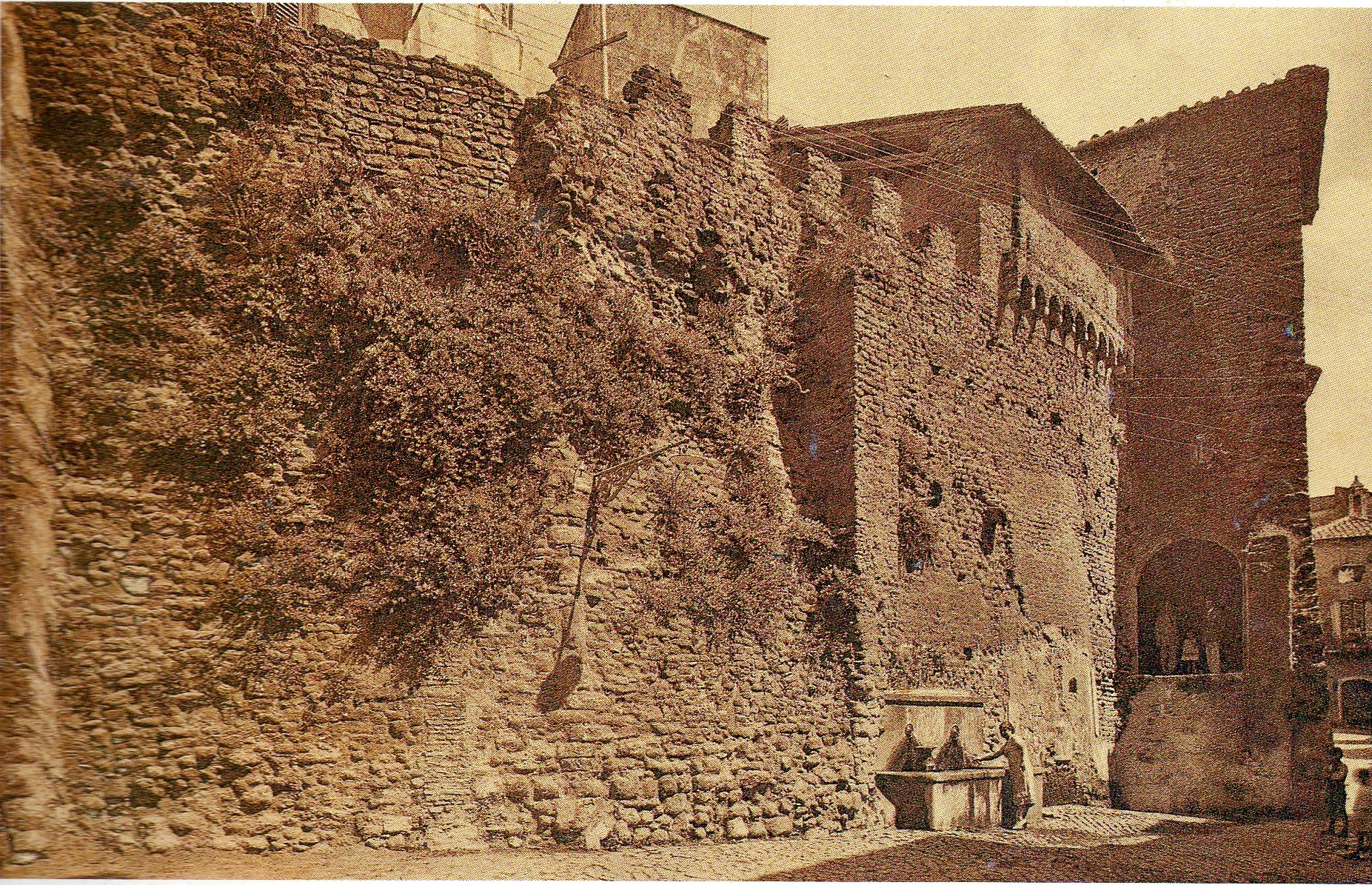
Le cosiddette "mura bramantesche" negli anni trenta

I fronti occidentale e meridionale rappresentano la parte incompiuta del palazzo: probabilmente nel progetto originario di Antonio da Sangallo il Giovane era infatti previsto almeno l'alzato del fronte occidentale, che secondo alcuni studiosi doveva essere addirittura il fronte principale. Per la facciata occidentale il progetto prevedeva un fronte terrazzato aperto verso sud-ovest, con visuale sul vallone della marana delle Pietrare e delle cave di peperino. Inoltre, in questi due lati mancanti dovevano essere collocate le stalle ed i locali per la servitù, non previsti nella parte messa in opera. Ad ogni modo, allo stato attuale i due fronti sono delimitati da largo Luigi Oberdan, da via Palazzo Colonna e da largo Palazzo Colonna, ed ospitano quelli che dovevano essere gli alloggiamenti per la servitù e le stalle, oggi riconvertiti in uffici comunali.
Dalla parte occidentale, in largo Luigi Oberdan si trovano le sedi dell'Associazione Nazionale Perseguitati Politici Antifascisti e dell'Associazione Nazionale Partigiani d'Italia, ed il tratto di mura in blocchetti di peperino probabilmente risalenti all'originaria fortificazione trecentesca della rocca Orsini, ma la cui progettazione è attribuita dalla tradizione alla mano dell'architetto Donato Bramante, chiamato dalla moglie di Fabrizio I Colonna Agnese di Montefeltro, feudataria di Marino tra il 1489 ed il 1523. Fino agli anni quaranta addossato alle mura c'era un fontanile pubblico, chiamato "di Gaudenzio" per ignoti motivi: attualmente l'area occupata dal fontanile è adibita a posteggio automobili. Il resto del fronte occidentale, nel cuore del rione Coste, è occupato da locali comunali, anticamente alloggi della servitù o stalle, ed oggi sede dell'ufficio protocollo e di altri servizi comunali.

### Interno

#### Il piano terreno
Il piano terreno del palazzo è collocato allo stesso piano di calpestio del cortile interno, dunque circa nove metri più in alto rispetto al piano di calpestio di piazza della Repubblica: questo dislivello è colmato dalla summenzionata scalea a due braccia. La sala più notevole del piano terreno è l'atrio: in origine, in questo vasto ambiente erano collocati in origine i ritratti dai Papi, in seguito collocati nella sala dei Papi al primo piano ed oggi non più esistenti a causa del bombardamenti del 2 febbraio 1944. Giuseppe Tomassetti assicura di aver visto nell'atrio al piano terreno un camino colossale.
Allo stato attuale, determinato dalla ricostruzione post-bellica terminata nel 1958, l'atrio è occupato in gran parte dall'ufficio informazioni del comune. Sono presenti inoltre due busti raffiguranti Michelangelo Buonarroti e Leonardo da Vinci e la lista completa dei sindaci di Marino. Nel resto del piano sono collocati l'ufficio servizi sociali, l'ufficio anagrafe, l'ufficio elettorale -quest'ultimo all'interno del bastione- ed altri servizi comunali.
Dal portone su piazza Lepanto, si accede ad un piano sottostante il piano terreno del palazzo, dove si trova la sala Lepanto, vasto ambiente adibito a sede di conferenze, convegni o incontri con la cittadinanza. In questi locali si trovano inoltre le sedi operative di diverse associazioni cittadine.

#### Il piano nobile

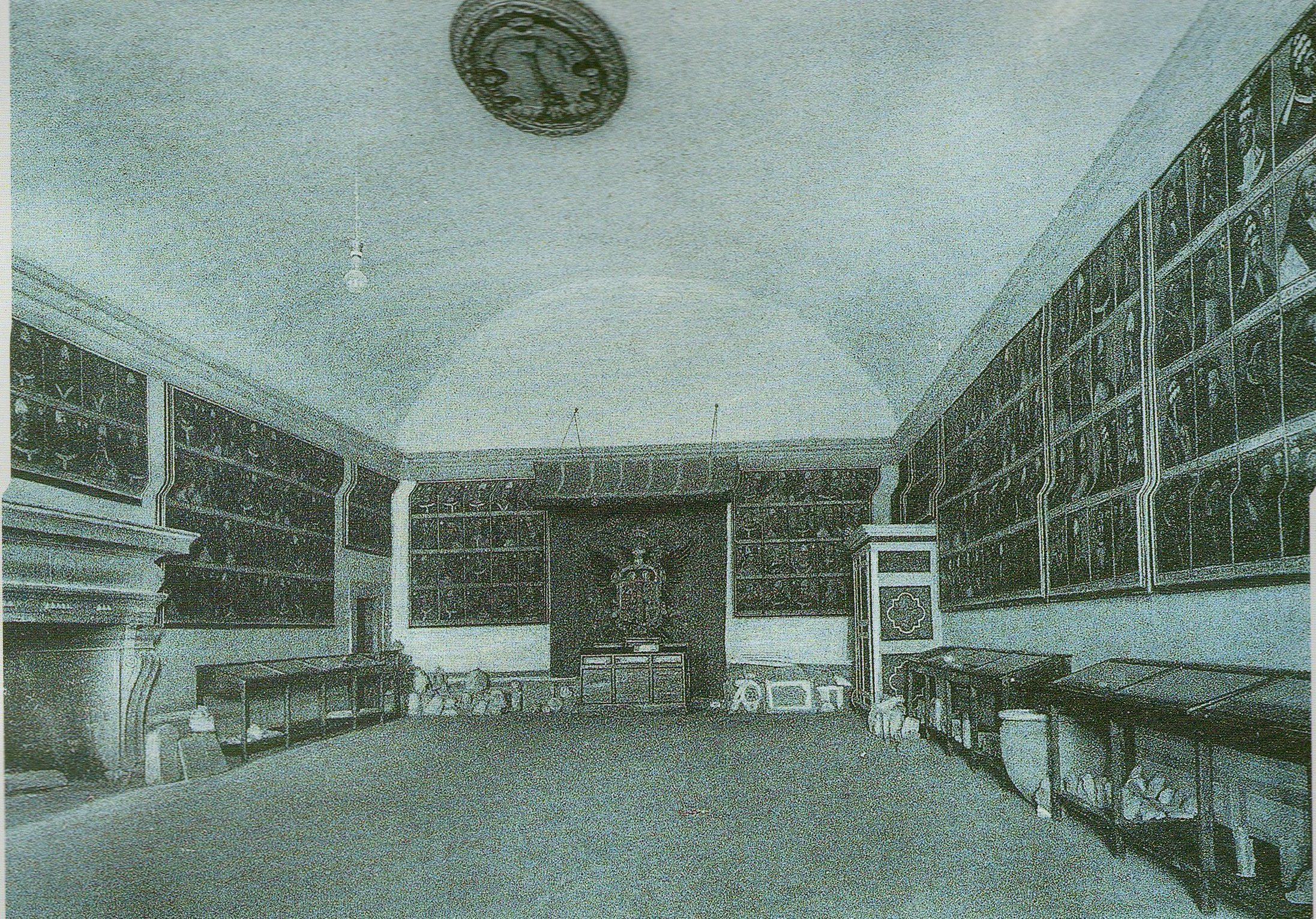
La sala dei Papi negli anni venti: da notare le vetrine dell'antiquarium comunale disposte ai lati della sala.

Si sale al piano nobile, ovvero al primo piano del palazzo, attraverso la scala a chiocciola realizzata dall'architetto Girolamo Rainaldi all'inizio del Seicento, e ricostruita abbastanza fedelmente negli anni cinquanta. Oltre ai numerosi uffici comunali, il piano ospita le sale di rappresentanza. La prima nell'ordine è l'anticamera dell'aula consiliare, vasta sala quadrata su cui affacciano cinque porte in peperino. Nell'anticamera sono collocati i busti di Vittoria Colonna e Zaccaria Negroni, ed un grande dipinto - 400 x 200 centimetri - del pittore marinese Stefano Piali, realizzato nel 2000 ed intitolato Il ritorno dalla battaglia di Lepanto, raffigurante appunto il ritorno di Marcantonio II Colonna dalla battaglia di Lepanto del 1571. L'aula consiliare, una delle più vaste dei Castelli Romani, corrisponde grossomodo alla sala del Trono pre-bellica: tuttavia è priva delle decorazioni che abbellivano quest'ultima. La sala grande descritta da Giuseppe Tomassetti infatti era abbellita da affreschi di Jacopo Alessandro Calvi detto il Sordino e da una quadreria di opere di Taddeo Zuccari e Federico Zuccari, oltre che da pregiata mobilia in legno. Un'altra sala importante dal punto di vista artistico prima della distruzione del 1944 era la sala dei Papi, nella quale erano state trasferiti i ritratti dei Papi, come già citato sopra. In tutte questa sale, originariamente con volta a schifo, era presente lo stemma della famiglia Colonna al centro del soffitto.
L'attuale decorazione dell'aula consiliare risale al 2001, ed è stata realizzata dal pittore di origini genzanesi Antoine Cesaroni. I vari riquadri degli affreschi raffigurano diversi scorci della città e del suo territorio, e diverse personalità legate a Marino.

#### Il cortile interno
(Edoardo De Fonseca, I Castelli Romani, Firenze, 1904.)
Il cortile interno è stato definito solo durante gli interventi di Girolamo Rainaldi all'inizio del Seicento, con la costruzione del portico e della torre quadrangolare. Quest'ultima probabilmente era una struttura preesistente al palazzo, appartenente al complesso della rocca trecentesca.
All'interno del cortile sono raccolti diversi reperti archeologici sopravvissuti all'antico antiquarium comunale, come un frammento di rilievo com trofei in peperino risalente al I secolo a.C., un blocco di trabeazione del I secolo in marmo bianco a grana grossa con epigrafe rinvenuto in località Pantanelle facente riferimento a personaggi della gens Bellicia, un sarcofago di marmo bianco a grana grossa del III secolo, un blocco di trabeazione del IV secolo rinvenuto in località Costa Rotonda, e riferibile probabilmente ad un fondo di proprietà di Costantino I il Grande o dei suoi figli, la parte superiore di una bifora ogivale dell'XI secolo, probabilmente proveniente dalla ex-chiesa di Santa Lucia, sconsacrata nella seconda metà del Seicento ed oggi sede del Museo Civico Umberto Mastroianni. Inoltre, nel Seicento venne riutilizzata come cornice di una finestra al piano terra della torre quadrangolare una cornice in marmo bianco a grana fine probabilmentene risalente al I secolo, su cui venne montato lo stemma di Filippo I Colonna e di sua moglie Lucrezia Tomacelli.
Fra i monumenti moderni, oltre ad un busto di Leone Ciprelli, un monumento in ricordo della conferenza sull'impegno delle popolazioni europee per la distensione e la pace tenutasi a Palazzo Colonna il 2 marzo 1980, con la partecipazione della autorità comunali e dei rappresentanti dei comuni gemellati.